# Stilpnochlora acanthonotum
Stilpnochlora acanthonotum is een rechtvleugelig insect uit de familie sabelsprinkhanen (Tettigoniidae). De wetenschappelijke naam van deze soort is voor het eerst geldig gepubliceerd in 1985 door Nickle.